# Velké Hořké jezero
Velké Hořké jezero (arabsky لبحيرة المرة الكبرى‎, al-buhajra al-Murra al-Kubra) je slané jezero rozdělující Suezský průplav na severní a jižní část. Úžinou na jihu je spojené s Malým Hořkým jezerem. Dohromady mají Hořká jezera plochu okolo 250 km².

## Vodní režim
Protože průplav nemá žádná zdymadla, mořská voda ze Středozemního a Rudého moře teče volně do jezer, kde nahrazuje vodu, která se vypařila. Jezero také funguje jako vyrovnávací nádrž redukující následky přílivových proudů v obou mořích.

## Historie
Malé a Velké Hořké jezero před stavbou Suezského průplavu tvořily suché solné údolí 13 km dlouhé a 5 km široké. De Lesseps odhadl tloušťku solného lůžka na 13,2 m (zhruba 970 milionů tun soli). Když se Suezský průplav zaplnil vodou, sůl se začala pomalu rozpouštět a celý proces trval 60 let. Dnes je solná vrstva zcela rozpuštěná. Po otevření průplavu byla salinita 68 ‰, v roce 1924 52 ‰ a dnes kolísá mezi 49 ‰ v létě a 44 ‰ v zimě, což je jen mírně více než v Rudém a Středozemním moři. Vysoká salinita jezer původně bránila migraci vodních živočichů a rostlin z Rudého do Středozemního moře a naopak, dnes je ale tato migrace významný fenomén a nazývá se Lessepsovská migrace.
Během šestidenní války v roce 1967 byl průplav uzavřen a 14 lodí, včetně jedné československé lodi MS Lednice, zůstalo uvězněno na jezeře až do roku 1975. Tyto lodě jsou známé jako Žlutá flotila, protože jejich paluby brzo pokryl pouštní písek.